# Jaculus orientalis
Jaculus orientalis är en däggdjursart som beskrevs av Johann Christian Polycarp Erxleben 1777. Jaculus orientalis ingår i släktet ökenspringråttor, och familjen hoppmöss. IUCN kategoriserar arten globalt som livskraftig. Inga underarter finns listade i Catalogue of Life. Det svenska trivialnamnet kustökenspringråtta förekommer för arten.

## Utseende
Arten når en kroppslängd (huvud och bål) av 137 till 160 mm, en svanslängd av 195 till 243 mm och en vikt mellan 108 och 147 g. Bakfötterna är som hos alla ökenspringråttor med 71 till 78 mm längd påfallande stora. Jaculus orientalis har ett avrundat huvud och 28 till 35 mm långa öron. Pälsen på ovansidan bildas av hår som är grå vid roten och för övrigt orangebrun. Ofta är hår med svarta spetsar inblandade. Ryggen är därför orangebrun och kroppens sidor lite ljusare. Undersidan är täckt av vit päls. Den stora tofsen vid svansens slut är svart närmast bålen och sedan vit. På bakfötternas tre tår förekommer styva hår.

## Utbredning och ekologi
Denna gnagare förekommer med flera från varandra skilda populationer i norra Afrika och västra Asien. Utbredningsområdet sträcker sig från Marocko till Israel. Habitatet varierar mellan öknar, halvöknar, gräsmarker, marskland och jordbruksmark. Individerna är aktiva på natten och äter frön, unga växtskott, rötter och grönsaker. De bildar vanligen mindre flockar.
Jaculus orientalis går eller hoppar med sina bakre extremiteter. Den gräver underjordiska bon som är 1 till 2 meter långa med en större kammare vid slutet som fodras med upphittade hår (till exempel från kameler) samt med växtdelar. Boets ingång stängs när ökenspringråttan vilar. Under vintern stannar arten i boet och några exemplar håller vinterdvala. Arten revir gränser mot reviren från fyrtåig hästspringråtta och de kan kanske överlappa varandra. Per kull föds 2 till 7 ungar. Jaculus orientalis jagas av ugglor och troligen av andra rovlevande djur.
Ungarnas utveckling antas vara lika som hos ökenspringråttan (Jaculus jaculus).

## Jaculus orientalisoch människor
Beduiner använder artens kött som mat och pälsen för dekorationer. För att fånga individer fylls boet med vatten eller djuren grävs ut eller det placeras fällor vid ingången. Några exemplar fångas för att hålla de som sällskapsdjur. När arten hämtar sin föda från odlad mark betraktas den som skadedjur.

## Bildgalleri

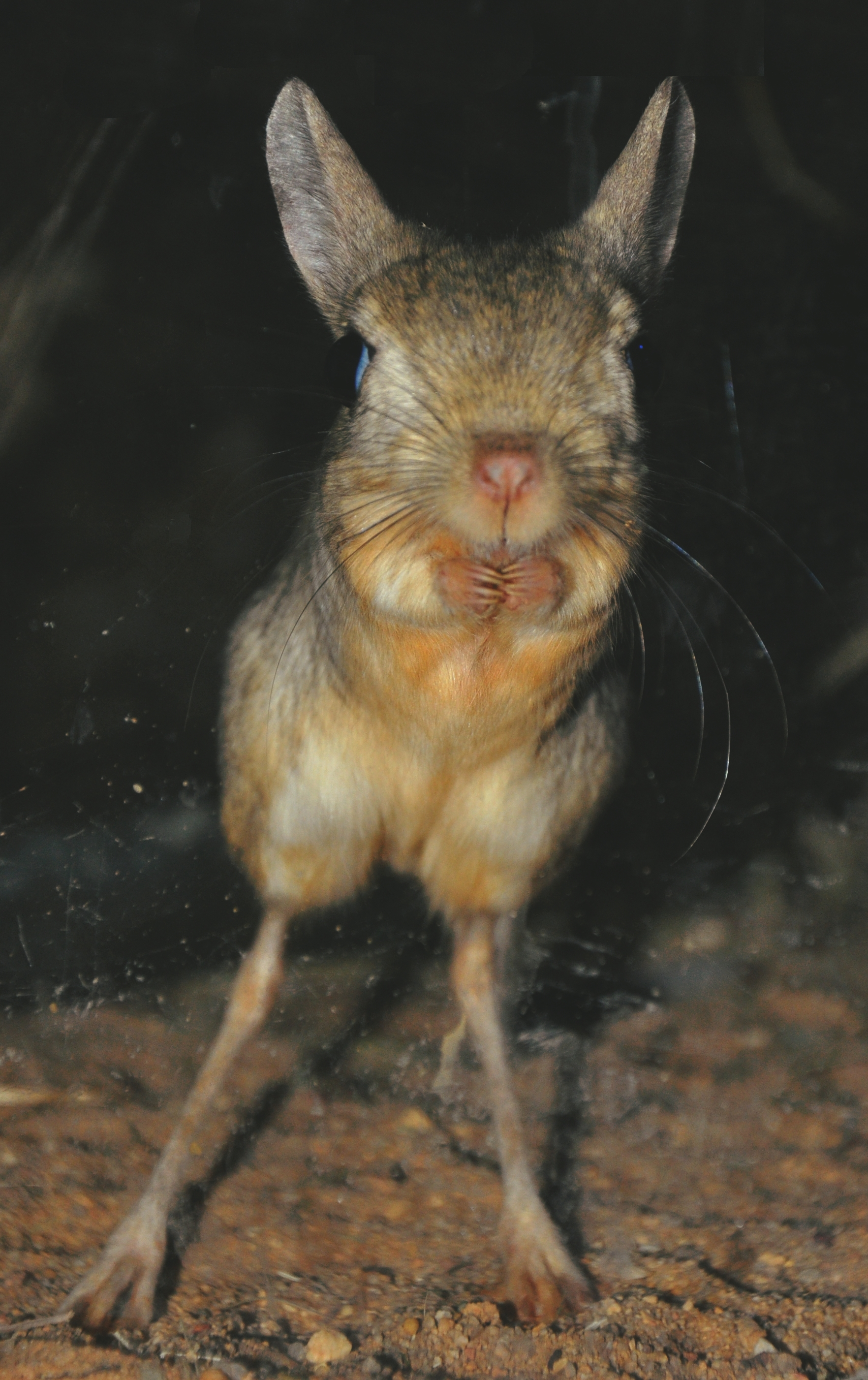
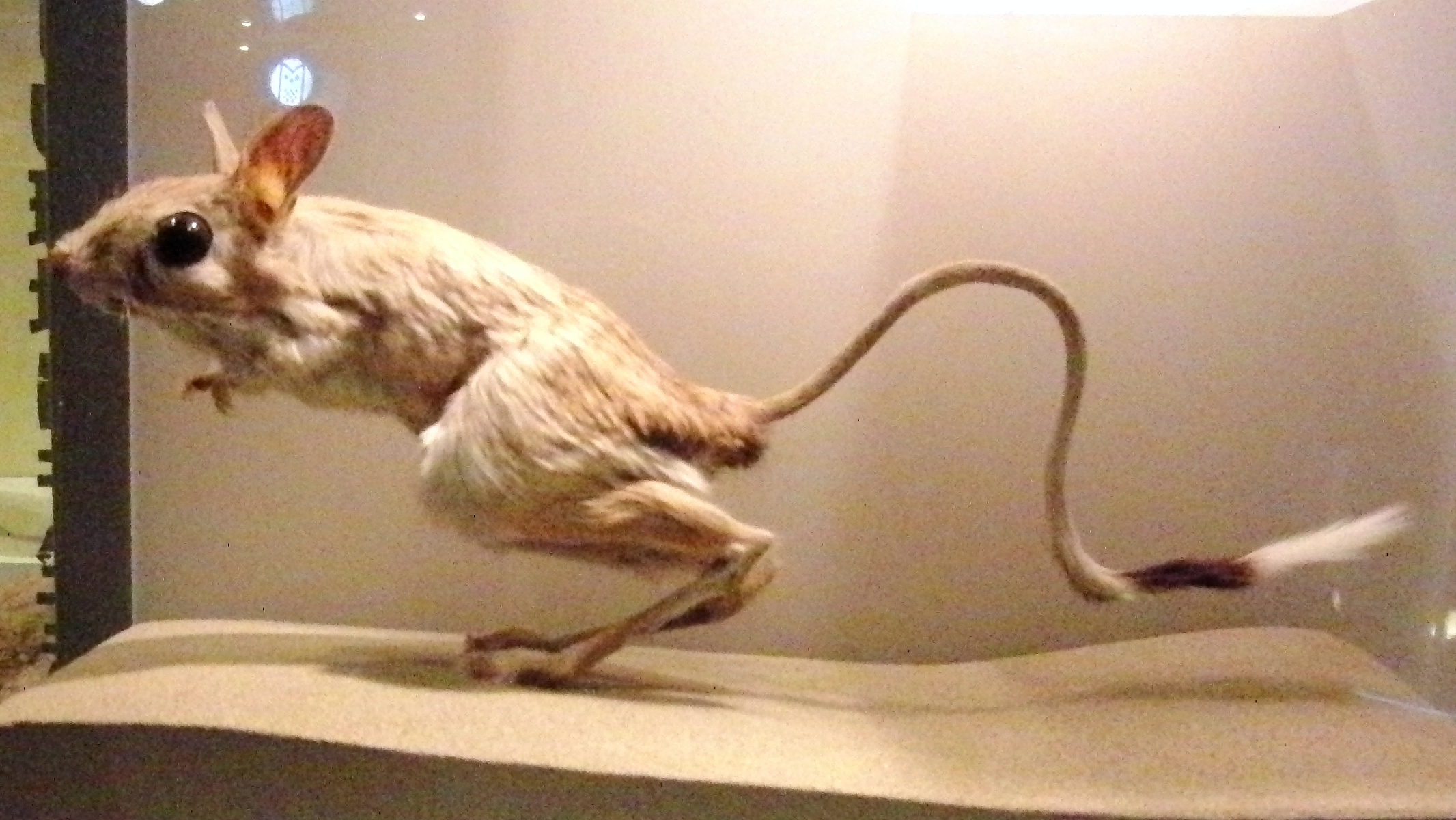